# Biblioteksaktionen
Biblioteksaktionen var en facklig aktion som genomfördes av författare, översättare och andra kulturarbetare den 23 april 1969 på flera orter i Sverige. Bakgrunden till biblioteksaktionen var de organiserade upphovspersonernas krav på förhandlingsrätt gentemot svenska staten, i fråga om biblioteksersättningens storlek.
Föregångaren till Sveriges Författarförbund, Flyco (Fria litterära yrkesutövarnas centralorganisation), hade huvudansvaret för aktionen, som bestod av demonstrationer och masslåning av biblioteksböcker i Stockholm, Göteborg, Malmö och Umeå. Bland annat lånades all svensk skönlitteratur för vuxna på Stockholms stadsbibliotek. Aktioner utfördes även i Helsingborg och Västerås.

## Kulturpolitiskt efterspel
Under 1970-talets första hälft, omedelbart efter biblioteksaktionen, fördes förhandlingsliknande samtal mellan svenska staten och Flyco, därefter Klys. Under denna period höjdes biblioteksersättningen i en snabbare takt än tidigare år, men därefter minskade ersättningens reella värde på grund av inflation och en stramare kulturpolitik. Ett avtal om förhandlingsrätt undertecknades till slut av Sveriges Författarförbunds ordförande Per Kågeson och Sveriges kulturminister Bengt Göransson den 12 september 1985, efter att förbundet meddelat Göransson att en ny aktion planerades till den 14 september, dagen före riksdagsvalet. Efter denna uppgörelse inleddes en återhämtning av ersättningen.